# Zorocrates gnaphosoides
Zorocrates gnaphosoides es una especie de araña del género Zorocrates, familia Zoropsidae. Fue descrita científicamente por O. P.-Cambridge en 1892.
Habita desde México hasta El Salvador.